# Jean Van Steen
Jean Van Steen (Willebroek, 2 de junio de 1929 - ibíd, 28 de febrero de 2013) fue un futbolista belga que jugó en el puesto de centrocampista. Disputó 5 partidos internacionales con Bélgica entre 1951 y 1955 y formó parte del equipo belga en la Copa Mundial de Fútbol de 1954 junto a su hermano Pieter.
Su carrera profesional duró siete años y se repartió entre Willebroekse SV y el Anderlecht..

## Participaciones en Copas del Mundo
| Mundial                        | Sede  | Resultado      | Partidos | Goles |
| ------------------------------ | ----- | -------------- | -------- | ----- |
| Copa Mundial de Fútbol de 1954 | Suiza | Fase de grupos | 5        | 1     |

## Clubes

### Como jugador
| Club                           | País    | Año       | Partidos | Goles |
| ------------------------------ | ------- | --------- | -------- | ----- |
| Willebroekse SV                | Bélgica | 1948-1950 | 55       | 28    |
| Royal Sporting Club Anderlecht | Bélgica | 1950-1950 | 96       | 27    |
| FC Sint-Jozef                  | Bélgica | 1960-1961 |          |       |